# リヴィング・カラー
リヴィング・カラー（Living Colour）は、アメリカのハードロック・バンド。1983年にニューヨークで結成。同時代にジェーンズ・アディクション、プライマスやフェイス・ノー・モア、などの存在があり、24/7スパイズやデファンクやリーダーのヴァーノン・リードが運営していたブラック・ロック・コーリューションのアーティストを外に紹介する窓口でもあった。

## 来歴
1983年にドラマー、ロナルド・シャノン・ジャクソンのデコーディング・ソサイアティーのメンバーであったヴァーノン・リードがグループを始動。当時のメンバーはボーカルのD.K.ダイソンやキーボーディストのジェリ・アレン、ドラマーにJTルイスが参加するなど別の方向性の青写真があった。
1986年2月頃にコリー・グローヴァーは俳優としてオリヴァー・ストーンの映画作品『プラトーン』の撮影のためにフィリピンのルソン島に滞在していた。同年にリードの妹のホーム・パーティーでバースデイ・ソングを披露したグローヴァーの歌声に惚れ込み、グループ参加のオファーをかけてドラムにウィル・カルホーン、ベーシストのマズ・スキリングスが加わりギグを繰り返す。CBGBのギグを見に来ていたミック・ジャガーの目にとまりエピック・レコードのA&Rマンたちが彼らの存在を知る。ヴァーノン・リードがジャガーのアルバム『プリミティヴ・クール』の録音に参加していた縁からジャガーのプロデュースで3曲のデモ・テープを制作してエピック・レコードと契約を果たす。なお日本では1987年頃にテレビ朝日の音楽情報番組『ベストヒットUSA』のニューヨーク特集でDJの小林克也が彼らの存在をリポートしている。
1988年のアルバム『VIVID』はビルボードのアルバム・チャートのトップ200で最高6位を記録するほど注目を集め、シングルとしてリリースされた「Cult of Personality」は1989年のグラミーのベスト・ハードロック・パフォーマンス賞になる。この曲のリフを中心にして構築されるサウンドから当時は「黒いレッド・ツェッペリン」と呼ばれた。アルバムのリリース・パーティーを行ったニューヨークのクラブ、ザ・リッツは満員となった。さらにローリング・ストーンズの『スティール・ホイールズ・ツアー』のオープニング・アクトをガンズ・アンド・ローゼスとともに務めるなどMTVの影響もあり人気を評す。トーキング・ヘッズのカバーである「Memories Can't Wait」や、社会問題を取り上げた「Open Letter (To A Landord)」、人種差別を扱った「Funny Vibe」ではパブリック・エナミーのチャック・Dとフレイヴァー・フレイヴをゲストで参加させるなどして、バンドの方向性を示していった。またこの頃はステージでトレイシー・チャップマンの「Talkin' About a Revolution」や、レッド・ツェッペリンの「The Ocean」をカバーしている。
1990年のアルバム『タイムズ・アップ』は、キング・クリムゾンの『太陽と戦慄』のようなコンセプト・アルバムを作りたいとロバート・フリップとの対談で語っていたリードの思惑からファースト・アルバム程の明瞭さは持ち合わせていないが、クィーン・ラティファが黒人の歴史を語り、メイシオ・パーカーとリトル・リチャードが参加してロックン・ロールは黒人のものと唄う「エルヴィスは死んだ  (Elvis is Dead)」を収録するなどコンセプト・アルバムとなり、バンドの基本姿勢は揺るぐことなくビルボード・アルバム・チャート、トップ200の最高13位を記録し、グラミーでも2度目のベスト・ハードロック・パフォーマンス賞受賞となる。
1992年に音楽の方向性の違いからスキリングスがグループを抜けてマーク・スチュワートやタックヘッドのダグ・ウィンビッシュが参加する。ウインビッシュ加入以降は徐々にエキスペリタルな方向に進みサウンドをミックスする様になり、1993年のアルバム『ステイン』は、1990年代のグランジ音楽シーンの流れを見据えた暗い雰囲気のスラッシュ・メタルとインダストリアルの作風で評価を呼びビルボード・アルバム・チャート、トップ200の最高26位を記録している。リミックスのシングルではOn-Uサウンドのエイドリアン・シャーウッドやスキップ・マクドナルド（Little Axe)、KMFDMのサシャ・コニエツコによるサウンド・エフェクトが付け加わるなどより実験性をもつようになる。
日本にも3度程来日公演を行っているが、1995年に一旦解散、各自ソロ活動の上2000年に一度再結成ギグを行い、2003年に活動を再開している。
2007年に音楽ゲーム『ギターヒーロー3 レジェンド オブ ロック』に「Cult of Personality」の再録音を提供している。
2013年現在、WWE所属のスーパースター（プロレスラー）、CMパンクが入場曲として「Cult of Personality」を使用している。

## メンバー
- ヴァーノン・リード (Vernon Reid) - ギター
- コリー・グローヴァー (Corey Glover) - ボーカル
- ウィル・カルホーン (Will Calhoun) - ドラム
- ダグ・ウィンビッシュ (Doug Wimbish) - ベース

### 旧メンバー
- マズ・スキリングス (Muzz Skillings) - ベース

## ディスコグラフィ

### スタジオ・アルバム
- 『VIVID』 - Vivid (1988年、Epic)
- 『タイムズ・アップ』 - Time's Up (1990年、Epic)
- 『ステイン』 - Stain (1993年、Epic)
- 『コライドスコープ』 - Collideøscope (2004年、Sanctuary)
- The Chair in the Doorway (2009年、Megaforce)
- 『シェイド』 - Shade (2017年、Megaforce)

### EP
- 『ビスケッツ』 - Buiscuits (1991年、Epic)
- Who Shot Ya? (2016年、LC Productions)

### ライブ・アルバム
- 『ドレッド』 - Dread (1994年、Epic)
- 『ライヴ・フロム CBGB'S』 - Live from CBGB's (2005年、Legacy)Live at CBGB's Tuesday 12/19/89
- Instant Live (2005年、Instant live): Avalon - Boston, MA, 10/17/04
- CBGB OMFUG Master Live August 19 2005 (2008年、CBGB)
- The Paris Concert (2009年、In-Akustik)

### コンピレーション・アルバム
- 『プライド』 - Pride (1995年、Epic)
- Super Hits (1998年、Epic)
- Play It Loud! (2001年、Epic)
- What's Your Favorite Color?: Remixes, B-Sides & Rarities (2005年、BMG/Legacy)
- Everything Is Possible: The Very Best Of Living Colour (2006年、Legacy)
- Playlist: The Very Best Of Living Colour (2008年、Legacy)

### 映像作品
- Primer (1989年、Sony) VHS
- 『タイム・トンネル』 - Time tunnel (1990年、Sony) VHS
- 『ワールド・カフェ・ライブ』 - On Stage At World Cafe Live (2007年、Universal Music) DVD
- 『パリ・コンサート』 - The Paris Concert (2008年、Inakustic) DVD

### 参加サウンドトラック
- 『セイ・エニシング』 - Say Anything... (1989年、Sony)
Living Colour - "Cult of Personality"!
- 『ジャッジメント・ナイト』 - Judgement Night (1993年、Sony)
Living Colour & Run-D.M.C. - "Me, Myself & My Microphone"
- 『トゥルーライズ』 - True Lies (1994年、Sony)
Living Colour - "Sunshine of Your Love"